# L'Anse-à-la-Croix

L'Anse-à-la-Croix est un village de l'Est du Québec situé sur la péninsule gaspésienne dans la région du Bas-Saint-Laurent faisant partie de la municipalité de Sainte-Félicité dans la municipalité régionale de comté de Matane au Canada.
L'Anse-à-la-Croix est un endroit qui a été officialisée en 1968.
Sa latitude nord est 48° 54' 28" et sa longitude ouest est 67° 17' 12".

## Site archéologique
Plusieurs sites archéologiques ont été retrouvés dans le village. Ces sites témoignent de l'occupation préhistorique et historique de la région par des groupes proto-iroquoiens et iroquoiens.

### Source en ligne
- Commission de toponymie du Québec